# Intercambiador Ōmishima
El Intercambiador Ōmishima (大三島インターチェンジ Ōmishima-Intāchenji?) es un intercambiador de la Autovía de Nishiseto que se encuentra en la Ciudad de Imabari en la Prefectura de Ehime.

## Características
Es el único intercambiador con el que cuenta la Isla Ōmi y a su vez, el útltimo intercambiador de la Autovía de Nishiseto de la Prefectura de Ehime en dirección a la Prefectura de Hiroshima.

## Cruce importante
- Ruta Nacional 317

## Alrededores del intercambiador
- Gran Puente de Tatara
- Puente Oomishima

## Intercambiador anterior y posterior
- Autovía de Nishiseto

Intercambiador Hakatajima << Intercambiador Oomishima >> Intercambiador Ikuchijimaminami